# Božidar Ivanović
Božidar Ivanović, czar. Божидар Ивановић (ur. 24 sierpnia 1949 w Cetynii) – czarnogórski szachista, arcymistrz od 1977 roku.

## Kariera szachowa
W czasie swojej kariery trzykrotnie zdobył tytuł indywidualnego mistrza Jugosławii, w latach 1973, 1981 i 1996. Również trzykrotnie (1982, 1984, 1996) reprezentował barwy tego kraju na szachowych olimpiadach, poza tym w drużynowych mistrzostwach Europy (Płowdiw, 1983) i drużynowych mistrzostwach świata (Lucerna, 1989), w obu przypadkach zdobywając wraz z drużyną srebrne medale. W roku 1990, jedyny raz w swojej karierze, wystąpił w Manili w turnieju międzystrefowym (eliminacji mistrzostw świata), zajmując XXXII miejsce w stawce zawodników.
Pierwszy znaczący sukces w turnieju międzynarodowym odniósł w roku 1977, samodzielnie triumfując (przed Michaelem Steanem i Janem Smejkalem) w Barze. W 1980 podzielił II miejsce w Eksjö (wraz z Nino Kirowem, za Larsem-Ake Schneiderem), w 1989 zwyciężył (wraz z Orestesem Rodriguezem) w Terrassie, w 1994 zajął II lokatę (za Dragoljubem Velimiroviciem) w Nikšiciu, natomiast w 2004 podzielił I miejsce (wraz z Branko Damljanoviciem i Wadimem Małachatko) w otwartym turnieju w Barze.
Najwyższy ranking w karierze osiągnął 1 lipca 1981 r., z wynikiem 2550 punktów dzielił wówczas 36-40. miejsce na światowej liście FIDE, jednocześnie zajmując 2. miejsce (za Ljubomirem Ljubojeviciem) wśród jugosłowiańskich szachistów.